# St.-Mesrop-Kirche (Ahvaz)

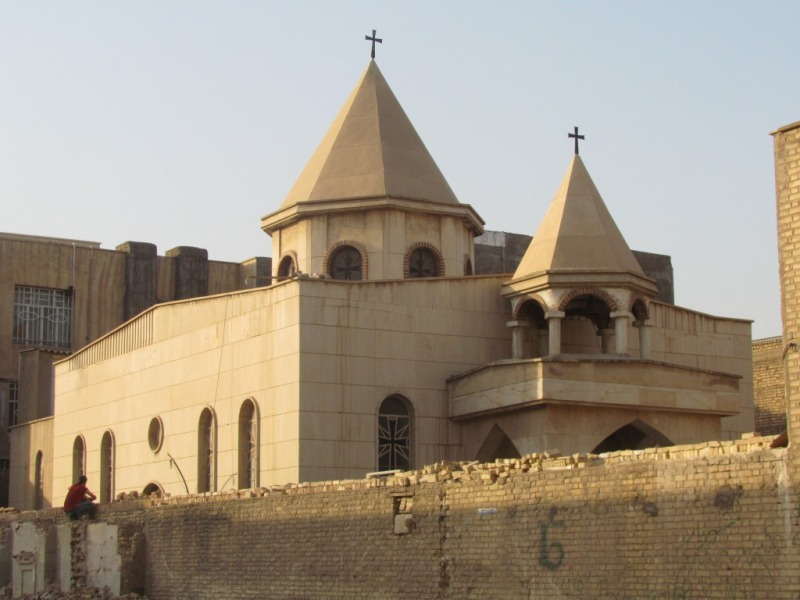
St.-Mesrop-Kirche zu Ahvaz, 2016

Die St.-Mesrop-Kirche oder Surb Mesrop (armenisch Սուրբ Մեսրոպ եկեղեցի Surb Mesrop jekeghezi, persisch کلیسای سورپ مسروپ) ist eine Kirche in der iranischen Stadt Ahvaz, die im Jahre 1968 geweiht wurde. Sie gehört zum Bistum Isfahan des Katholikats von Kilikien der Armenisch-Apostolischen Kirche.

## Standort
Die Kirche steht fast ganz in der Stadtmitte von Ahvaz an der Südostseite der Schahid-Musawi-Straße, etwa 20 m von dieser zurückversetzt, etwa in der Mitte des Straßenkarrees mit der Schahid-Mostafaei-Straße im Südwesten, der Schahid-Alamolhoda-Straße im Südosten und der Scharifzadeh-Straße im Nordosten, überragt von den benachbarten Wohnhäusern, etwa 1 km nördlich der Katholischen Kirche Ahvaz und 300 m südöstlich der Evangelischen Kirche Ahvaz und rund 1,2 km nordwestlich des Bahnhofs Ahvaz und 1 km vom nordwestlich davon in Bau befindlichen U-Bahnhof Mosalla.

## Geschichte
Der Fund von Erdölvorkommen im 20. Jahrhundert machte die um 1900 nur etwa 2000 Einwohner zählende Stadt Ahvaz zu einem Zentrum der Ölindustrie und zog Tausende von Zuwanderern an, unter denen auch etliche Armenier waren. Unter Leitung des iranisch-armenischen Architekten und Industriellen Trdat Dawtjan (auch Tirdad Davidian), der bei der nationalen iranischen Ölgesellschaft NIOC tätig war, wurde die armenische St.-Mesrop-Kirche errichtet und 1968 eingeweiht. Sie erhielt ihren Namen nach dem armenischen Bibelübersetzer und Schöpfer des armenischen Alphabets, Mesrop Maschtoz. Auch eine armenische Schule unter Aufsicht des Bistums Isfahan entstand. Auf Grund ihrer besonderen Architektur wurde die Kirche als nationales Denkmal registriert. Bis zum iranisch-irakischen Krieg gab es nun viele Armenier in der Region, so dass auch in Abadan und Buschehr – heute verwaiste – armenische Kirchen gebaut wurden. Nach der Islamischen Revolution war insbesondere der Krieg von 1980 bis 1988 ein harter Einschnitt, der zur zeitweiligen Entvölkerung der Region und zur Auswanderung der Armenier führte.
Im Jahre 2001 lebten in Ahvaz etwa 60 armenische Familien. Noch immer war auch für diese die iranische Ölgesellschaft wichtigster Arbeitgeber.

## Architektur
Die von Trdat Dawtjan (Tirdad Davidian) geplante Ahvazer armenische Kirche des Heiligen Mesrop hat einen rechteckigen Grundriss und steht in nordwestlich-südöstlicher Richtung mit dem Eingang im Nordwesten und der etwas schmaleren, rechteckigen Apsis mit Altar im Südosten. In der Mitte befindet sich die Kuppel mit achtseitigem Pyramidendach und Kreuz auf einem achtkantigen Tambour mit acht Rundbogenfenstern, die mit Kreuzmotiven verziert sind. Vor dem Eingang im Nordwesten wurde dem rechteckigen Bau ein Narthex mit sechskantigem, offenem Glockenturm hinzugefügt, ebenfalls mit Pyramidendach und Kreuz. An allen Seiten der Kirche befinden sich Rundbogenfenster mit Kreuzmotiven. Die Seitenwände haben Scheingiebel; das Dach ist flach.

## Weitere Kirchen und Verwechslungen
In Ahvaz gibt es drei Kirchen: die armenisch-apostolische St.-Mesrop-Kirche, die Katholische Kirche Ahvaz und die Evangelische Kirche Ahvaz. Darüber hinaus gibt es auch eine Hauskirche. Mitunter kommt es zu Verwechslungen. So nennt die katholische Website Gcatholic.org als Kathedralkirche der chaldäisch-katholischen Erzeparchie Ahvaz die St.-Mesrop-Kirche, gibt dabei aber den Standort und das Luftbild der Katholischen Kirche Ahvaz an.